# USS Weiss (APD-135)
USS Weiss (APD-135/LPR-135) là một tàu vận chuyển cao tốc lớp Crosley, nguyên được cải biến từ chiếc DE-719, một tàu hộ tống khu trục lớp Rudderow, và đã phục vụ cùng Hải quân Hoa Kỳ trong Chiến tranh Thế giới thứ hai. Nó là chiếc tàu chiến thứ hai của Hải quân Hoa Kỳ được đặt cái tên này, nhưng là chiếc duy nhất hoàn tất, đặt theo tên Trung sĩ Thủy quân Lục chiến Carl Weiss (1915-1942), người từng phục vụ cùng Sư đoàn 1 Thủy quân Lục chiến tại Guadalcanal thuộc quần đảo Solomon, đã tử trận trong cuộc đụng độ gần sông Matanikau vào ngày 1 tháng 11, 1942 và được truy tặng Huân chương Chữ thập Hải quân.
Nó đã phục vụ cho đến khi Thế Chiến II kết thúc, xuất biên chế năm 1949, rồi được huy động trở lại để phục vụ trong hai giai đoạn: từ năm 1950 đến năm 1958 và từ năm 1961 đến năm 1970, từng tham gia trong cả hai cuộc Chiến tranh Triều Tiên và Chiến tranh Việt nam. Con tàu được xếp lại lớp như là chiếc LPR-135, rồi cuối cùng bị bán để tháo dỡ vào năm 1976. Weiss được tặng thưởng ba Ngôi sao Chiến trận do thành tích phục vụ trong Chiến tranh Triều Tiên, rồi thêm sáu Ngôi sao Chiến trận khác khi hoạt động tại Việt Nam.

## Thiết kế và chế tạo
Thiết kế của lớp Crosley dựa trên việc cải biến lớp tàu hộ tống khu trục Rudderow. Cấu trúc thượng tầng con tàu được mở rộng, đồng thời tháo dỡ bớt vũ khí trang bị để lấy chỗ bố trí nơi nghỉ cho 162 binh lính được vận chuyển cùng khoảng 40 tấn trang bị. Hệ thống động lực tương tự như với các lớp Buckley và Rudderow; là kiểu động cơ turbine-điện General Electric, cung cấp điện năng cho mô-tơ điện để dẫn động hai trục chân vịt.
Dàn vũ khí được giữ lại bao gồm một khẩu pháo 5 inch (130 mm)/38 cal bố trí một phía trước mũi; ba khẩu đội pháo phòng không Bofors 40 mm nòng đôi và sáu pháo phòng không Oerlikon 20 mm; vũ khí chống ngầm gồm hai đường ray Mk. 9 để thả mìn sâu. Thủy thủ đoàn đầy đủ bao gồm 15 sĩ quan và 168 thủy thủ; và con tàu được bố trí tiện nghi để vận chuyển 12 sĩ quan cùng 150 binh lính đổ bộ.
Cái tên Weiss thoạt tiên được dự định đặt cho chiếc DE-376, một tàu hộ tống khu trục lớp John C. Butler, nhưng kế hoạch chế tạo bị hủy bỏ vào ngày 5 tháng 6, 1944, nên tên này được gán lại cho chiếc DE-719. Trước khi được chế tạo, con tàu được xếp lại lớp như một tàu vận chuyển cao tốc vào ngày 17 tháng 7, 1944, mang ký hiệu lườn mới APD-135. Con tàu được đặt lườn tại xưởng tàu của hãng Defoe Shipbuilding Co. ở Bay City, Michigan vào ngày 4 tháng 10, 1944, và được hạ thủy vào ngày 17 tháng 2, 1945, được đỡ đầu bởi bà Anna Weiss. Con tàu được chuyển đến xưởng tàu của hãng Todd Johnson Shipyard ở Algiers, Louisiana để hoàn thiện, và nhập biên chế cùng Hải quân Hoa Kỳ tại New Orleans, Louisiana vào ngày 7 tháng 7, 1945 dưới quyền chỉ huy của Hạm trưởng, Thiếu tá Hải quân Thomas D. Morris.

## Lịch sử hoạt động

### 1945 - 1949
Rời New Orleans vào ngày 20 tháng 7, 1945, Weiss tiến hành chuyến đi chạy thử máy huấn luyện tại khu vực vịnh Guantánamo, Cuba, và chưa hoàn tất công việc này khi Nhật Bản chấp nhận đầu hàng vào ngày 15 tháng 8, 1945 giúp chấm dứt vĩnh viễn cuộc xung đột. Sau khi được sửa chữa sau chạy thử máy tại Norfolk, Virginia, nó lên đường đi Melville, Rhode Island vào ngày 4 tháng 9, nơi con tàu phục vụ như một tàu huấn luyện trong hai tháng tiếp theo. Nó quay trở về Norfolk vào ngày 29 tháng 10 và ở lại cảng này cho đến giữa tháng 1, 1946. Khởi hành vào ngày 14 tháng 1 cho một chuyến đi kéo dài mười tuần lễ sang khu vực Tây Ấn, nó quay trở về Morehead City, North Carolina vào ngày 31 tháng 3, rồi sang tháng 4 đã viếng thăm Washington, D.C. trước khi được sửa chữa, thoạt tiên tại Xưởng hải quân Charleston ở Charleston, South Carolina vào đầu tháng 5, và sau đó tại Xưởng hải quân New York trong tháng 6.
Vào tháng 8, Weiss phục vụ hộ tống cho chiếc Du thuyền Tổng thống Williamsburg (AGC-369) trong chuyến đi nghỉ của Tổng thống Harry S. Truman tại Bermuda. Williamsburg đưa Tổng thống quay trở về Washington, D.C. vào ngày 2 tháng 9, và chiếc tàu vận chuyển cao tốc quay trở lại hoạt động thường lệ tại vùng bờ Đông, đặt căn cứ tại Norfolk. Vào ngày 2 tháng 5, 1949, con tàu được cho xuất biên chế tại Charleston, và đưa về neo đậu tại Green Cove Springs, Florida trực thuộc Hạm đội Dự bị Đại Tây Dương.

### Chiến tranh Triều Tiên
Sau khi Chiến tranh Triều Tiên bùng nổ vào ngày 25 tháng 6, 1950, Weiss được cho tái biên chế trở lại vào ngày 14 tháng 10. Nó tiến hành chạy thử máy huấn luyện tại khu vực vịnh Guantánamo, Cuba trước khi lên đường đi sang khu vực Thái Bình Dương vào ngày 15 tháng 3, 1951. Nó ghé lại San Diego, California trong hai tuần để bảo trì và sửa chữa trước khi tiếp tục hành trình hướng sang phía Tây, đi đến vùng biển Triều Tiên vào ngày 3 tháng 5. Con tàu dành phần lớn thời gian trong cuộc xung đột cho nhiệm vụ bắn phá bờ biển và hoạt động phối hợp cùng các đội phá hoại dưới nước (UDT: Underwater Demolition Team). Nó cũng tiến hành huấn luyện và tập trận với nhân sự các đội UDT phối hợp với các tàu chiến thuộc Đệ Thất hạm đội cho đến khi hoàn thành nhiệm vụ tại Viễn Đông vào ngày 17 tháng 10 và lên đường quay trở về Hoa Kỳ.
Sau một giai đoạn bảo trì và huấn luyện tại vùng bờ Tây trong mùa Đông 1951-1952, Weiss lên đường quay trở lại Viễn Đông vào mùa Hè, đi đến vùng biển Triều Tiên vào ngày 2 tháng 7. Con tàu lại làm nhiệm vụ hỗ trợ hải pháo và hoạt động phối hợp cùng các đội UDT trong phần lớn thời gian, cũng như tham gia vào Chiến dịch Fishnet phá hủy lưới đánh cá của phía Bắc Triều Tiên nhằm đẩy họ vào tình thế thiếu hụt thực phẩm. Nó hoàn tất lượt phục vụ thứ hai trong cuộc Chiến tranh Triều Tiên vào ngày 1 tháng 4, 1953 và quay trở San Diego về vào ngày 2 tháng 7. Không đầy một tháng sau đó, thỏa thuận ngừng bắn được các phe tham chiến ký kết vào ngày 27 tháng 7, giúp chấm dứt cuộc xung đột.

### 1953 - 1958
Weiss quay trở lại nhịp điệu hoạt động huấn luyện và bảo trì thường lệ trong thời bình dọc theo vùng bờ Tây. Trong giai đoạn từ tháng 7, 1953 đến tháng 12, 1957 nó thực hiện ba chuyến biệt phái sang phục vụ tại Viễn Đông, và tham gia vào Chiến dịch Flaghoist, cuộc tập trận đổ bộ quy mô lớn tại Iwo Jima vào ngày 23 tháng 2, 1954, đúng dịp kỷ niệm chín năm lá cờ Hoa Kỳ được dựng lên trên đỉnh Suribachi trong Trận Iwo Jima. Trong các chuyến đi này, nó viếng thăm các cảng, thực hành huấn luyện phối hợp cùng Đệ Thất hạm đội, viếng thăm thiện chí cũng như biểu dương lực lượng tại khu vực Tây Thái Bình Dương. Vào ngày 2 tháng 3, 1958, một lần nữa Weiss lại được cho xuất biên chế, và đưa về neo đậu tại Treasure Island, California trực thuộc Hạm đội Dự bị Thái Bình Dương, tiếp tục bị bỏ không trong bốn năm tiếp theo.

### 1961 - 1964
Weiss được cho tái biên chế trở lại thêm một lần nữa tại San Diego vào ngày 20 tháng 11, 1961. Nó tiến hành chạy thử máy và huấn luyện đổ bộ trong mùa Đông 1961-1962, rồi tiếp tục hoạt động huấn luyện và bảo trì thường lệ dọc theo vùng bờ Tây từ căn cứ San Diego. Nó rời San Diego vào ngày 16 tháng 10, 1962 cho một lượt phục vụ tại khu vực Tây Thái Bình Dương, đặt căn cứ tại vịnh Subic, Philippines, và tham gia các đợt huấn luyện cùng các đội UDT. Nó cùng đội UDT được phối thuộc thực hiện chuyến viếng thăm Căn cứ Hải quân Sattahip, Thái Lan, nơi nó tập trận song phương cùng các đơn vị Hải quân Hoàng gia Thái Lan. Con tàu quay trở lại vịnh Subic vào ngày 17 tháng 12, rồi có một lượt hoạt động ngoài khơi Việt Nam trong tháng 2 và tháng 3, 1963, nơi nó phái xuồng đổ bộ LCP chở đội UDT đi ngược dòng sông đến các căn cứ của Hải quân Nam Việt Nam, cũng như đổ bộ lực lượng trinh sát lên các bãi biển.
Sau khi quay trở về Hoa Kỳ, Weiss tiến hành những hoạt động bảo trì và huấn luyện thường lệ trong thời bình trước khi trải qua đợt nâng cấp trong Chương trình Hồi sinh và Hiện đại hóa Hạm đội (FRAM: Fleet Rehabilitation and Modernization). Sau khi hoàn tất công việc vào đầu năm 1964, nó tiếp tục hoạt động tại chỗ từ cảng nhà San Diego, cho đến khi lên đường vào ngày 18 tháng 6 cho một lượt phục vụ tại khu vực Tây Thái Bình Dương. Con tàu ghé đến Oahu để hoạt động tại vùng biển Hawaii trong khoảng một tháng trước khi tiếp tục đi sang Okinawa.
Trong đêm 26-27 tháng 7, cơn bão Flossie đã quét qua khu vực neo đậu của nó tại Okinawa, khiến con tàu bị cuốn khỏi chỗ neo đậu và bị mắc cạn. Chiếc tàu kéo hạm đội Tawasa (ATF-92) đi đến nơi vào ngày 27 tháng 7 để tìm cách kéo Weiss ra khỏi chỗ mắc cạn, nhưng bản thân nó cũng bị mắc cạn. Sau đó tàu cứu hộ và trục vớt Safeguard (ARS-25) đi đến để trợ giúp cho cả hai, giúp Weiss thoát ra được lúc khoảng 20 giờ 00 và Tawasa nổi trở lại vào sáng sớm hôm sau 28 tháng 7.
Tawasa kéo Weiss đi đến Sasebo để sửa chữa; công việc hoàn tất vào cuối tháng 8, khi Weiss được phái sang vùng biển Việt Nam tham gia lực lượng hải quân đề phòng bất trắc tại đây, sau khi xảy ra Sự kiện Vịnh Bắc bộ. Nó ở lại khu vực biển Đông từ ngày 25 tháng 8 đến ngày 28 tháng 9, rồi hoạt động tại Philippines trong phần lớn tháng 10 trước khi trở sang Việt Nam vào tháng 11. Con tàu rời vịnh Subic vào ngày 28 tháng 11 để quay trở về Hoa Kỳ, về đến San Diego vào ngày 18 tháng 12.

### Chiến tranh Việt Nam
Sau kỳ nghỉ phép nhân lễ Giáng Sinh và năm mới, Weiss tiến hành những hoạt động bảo trì và huấn luyện thường lệ dọc bờ biển Nam California, bao gồm tập trận phối hợp với các đơn vị trinh sát Thủy quân Lục chiến và các đội UDT. Công việc này kéo dài cho đến giữa mùa Hè năm 1965, khi nó đi vào Xưởng hải quân Long Beach cho một lượt bảo trì kéo dài hai tháng, hoàn tất vào ngày 30 tháng 8, khi nó quay trở lại San Diego để huấn luyện ôn tập. Con tàu lại khởi hành vào ngày 18 tháng 10 cho một lượt phục vụ cùng Đệ Thất hạm đội tại Viễn Đông. Nó dừng qua đêm tại Trân Châu Cảng vào ngày 26-27 tháng 10, đi đến vịnh Subic vào ngày 12 tháng 11, rồi rời vùng biển Philippines vào ngày 23 tháng 11 cho đợt hoạt động tác chiến đầu tiên ngoài khơi bờ biển Nam Việt Nam.
Vào các ngày 30 tháng 11 và 1 tháng 12, Weiss tham gia hoạt động tác chiến đầu tiên trong cuộc Chiến tranh Việt Nam khi cho đổ bộ lực lượng Thủy quân Lục chiến tham gia Chiến dịch Dagger Thrust IV. Đến các ngày 5 và 6 tháng 12, nó lại cho đổ bộ lực lượng Thủy quân Lục chiến để thực hiện hoạt động tìm-diệt gần thôn Phú Thứ, Mỹ Đức, Phù Mỹ, trong khuôn khổ Chiến dịch Dagger Thrust V. Vào chiều tối ngày 6 tháng 12, nó đón lực lượng trở lại tàu và rút lui về vịnh Subic, nhưng đến ngày 8 tháng 12 lại được gọi quay trở lại hỗ trợ cho một hoạt động cứ vớt gần thôn Phú Thứ. Sau khi hoàn thành nhiệm vụ, con tàu về đến vịnh Subic vào ngày 13 tháng 12.
Sang tháng 1, 1966, Weiss thực hiện thêm hai lượt hoạt động tại Việt Nam nhằm khảo sát bờ biển và các cửa sông, rồi quay trở về Philippines sau lượt hoạt động thứ hại vào ngày 1 tháng 2. Nó đón lên tàu đội UDT Hoa Kỳ và nhân sự thuộc Hải quân Philippines để thực hành trinh sát gần Legaspi, Luzon từ ngày 3 đến ngày 9 tháng 2, rồi viếng thăm Hong Kong và được bảo trì tại vịnh Subic. Con tàu lại có một lượt lượt hoạt động khảo sát tại Việt Nam vào cuối tháng 2 và đầu tháng 3, rồi đến ngày 20 tháng 3 được huy động để vận chuyển lực lượng đổ bộ tham gia vào Chiến dịch Jackstay, một hoạt động càn quét căn cứ đối phương tại Đặc khu Rừng Sác, kéo dài từ ngày 26 tháng 3 đến ngày 6 tháng 4. Sau khi kết thúc chiến dịch, con tàu quay về vịnh Subic để bảo trì, rồi rời vùng biển Philippines để quay trở về Hoa Kỳ, ghé qua Trân Châu Cảng trước khi về đến San Diego vào ngày 14 tháng 5.
Sau một giai đoạn nghỉ phép và bảo trì, Weiss lên đường đi San Francisco vào ngày 28 tháng 6, nơi nó được đại tu tại xưởng tàu của hãng Bethlehem Steel cho đến ngày 9 tháng 11, khi một cuộc đình công của công nhân xưởng tàu buộc nó phải chuyển sang Xưởng hải quân vịnh San Francisco để hoàn thành nốt công việc. Nó rời xưởng tàu vào ngày 9 tháng 12 để quay trở lại San Diego, và hoạt động tại chỗ cho đến ngày 24 tháng 2, 1967, khi nó lên đường để hướng sang khu vực Tây Thái Bình Dương. Sau các chặng dừng tại Trân Châu Cảng và Guam, nó đi đến vịnh Subic vào ngày 20 tháng 3.
Trong gần hai tháng tiếp theo, Weiss tiến hành khảo sát và huấn luyện trinh sát tại vùng biển Philippines. Nó có chuyến nghỉ phép tại Hong Kong vào giữa tháng 5, rồi quay trở lại vịnh Subic và lên đường vào ngày 28 tháng 5 để cùng Đội UDT-11 hướng sang Việt Nam, đi đến ngoài khơi Vũng Tàu vào ngày 31 tháng 5 và tiếp tục đi đến Căn cứ Hải quân An Thới. Con tàu lại bắt đầu một lượt hoạt động khảo sát dọc bờ biển để tìm những bãi đổ bộ và các luồng tàu phù hợp cho hoạt động đổ bộ, kéo dài cho đến ngày 10 tháng 6, khi nó quay trở về vịnh Subic. Nó lại quay trở lại vùng biển Việt Nam từ ngày 21 tháng 6, tiến hành một lượt khảo sát khác cho đến ngày 3 tháng 7, rồi quay về vịnh Subic để nghỉ ngơi và bảo trì cho đến khi lại có mặt tại Vũng Tàu vào ngày 15 tháng 7. Khi lượt khảo sát cuối cùng hoàn tất vào ngày 31 tháng 7, nó ghé đến viếng thăm Bangkok, vịnh Subic và Yokosuka trước khi lên đường quay trở về Hoa Kỳ vào ngày 26 tháng 8, ghé qua Trân Châu Cảng trên đường đi. Sau khi về đến San Diego vào ngày 16 tháng 9, nó được bảo trì tại một xưởng tàu tư nhân.
Khi hoàn tất việc đại tu vào đầu năm 1968, Weiss hoạt động dọc theo vùng bờ Tây từ cảng nhà San Diego cho đến ngày 1 tháng 8, khi nó lên đường cho lượt biệt phái tiếp theo sang khu vực Tây Thái Bình Dương. Nó ghé đến Trân Châu Cảng từ ngày 9 đến ngày 11 tháng 8, rồi đi đến Yokosuka vào ngày 23 tháng 8, và tiếp tục hành trình một tuần sau đó để hướng đến Philippines. Con tàu ở lại vịnh Subic từ ngày 3 đến ngày 9 tháng 9, rồi đi sang vùng biển Việt Nam, nơi nó hoạt động khảo sát bờ biển hỗ trợ cho các chiến dịch đổ bộ của Đệ Thất hạm đội. Nó quay trở về vịnh Subic để bảo trì và nghỉ ngơi từ ngày 24 tháng 9 đến ngày 2 tháng 10, rồi quay trở lại ngoài khơi bờ biển Việt Nam để hỗ trợ cho hoạt động của các đội Biệt kích SEAL tham gia các Chiến dịch Bold Dragon VII và VIII tại khu vực trách nhiệm của Quân đoàn IV; con tàu đã sử dụng hải pháo lần đầu tiên trong chiến dịch này kể từ khi Chiến tranh Triều Tiên chấm dứt. Sau đợt nghỉ ngơi và bảo trì tại vịnh Subic từ ngày 11 đến ngày 20 tháng 11, nó đi sang Hong Kong cho một lượt nghỉ phép trước khi quay trở lại vùng biển Việt Nam vào đầu tháng 12. Nó tiếp tục hỗ trợ cho hoạt động của các đội Biệt kích SEAL trong Chiến dịch Bold Dragon IX, kéo dài sang tận đầu năm 1969.
Weiss được xếp lại lớp như một "tàu vận chuyển đổ bộ, nhỏ" và mang ký hiệu lườn mới LPR-135 vào ngày 1 tháng 1, 1969. Nó rời khu vực Viễn Đông vào mùa Xuân năm 1969 để quay trở về San Diego. Trong giai đoạn tiếp theo nó hoạt động tại chỗ dọc theo vùng bờ Tây và chuẩn bị để ngừng hoạt động. Nó được cho xuất biên chế tại Orange, Texas vào ngày 16 tháng 1, 1970, và được đưa về Hạm đội Dự bị Đại Tây Dương. Tên nó được cho rút khỏi danh sách Đăng bạ Hải quân vào ngày 15 tháng 9, 1974, và con tàu bị bán cho hãng J. R. Steel, Inc. tại Houston, Texas để tháo dỡ vào ngày 24 tháng 6, 1976.

## Phần thưởng
Weiss được tặng thưởng ba Ngôi sao Chiến trận do thành tích phục vụ trong Chiến tranh Triều Tiên, rồi thêm sáu Ngôi sao Chiến trận khác khi hoạt động tại Việt Nam.
|                           |                                         |  |
|                           |                                         |  |
| Bronze star               | Bronze star · Bronze star · Bronze star |  |
| Silver star · Bronze star |                                         |  |
|                           |                                         |  |

| Dãi băng Hoạt động Tác chiến                                    |                                                          |                                                                   |
| Đơn vị Tuyên dương Hải quân                                     | Huân chương Chiến dịch Hoa Kỳ                            | Huân chương Chiến thắng Thế Chiến II                              |
| Huân chương Phục vụ Phòng vệ Quốc gia với 1 Ngôi sao Chiến trận | Huân chương Phục vụ Triều Tiên với 3 Ngôi sao Chiến trận | Huân chương Viễn chinh Lực lượng Vũ trang                         |
| Huân chương Phục vụ Việt Nam với 6 Ngôi sao Chiến trận          | Đơn vị Tuyên dương Tổng thống (Hàn Quốc)                 | Huân chương Anh Dũng Bội Tinh (Việt Nam Cộng Hòa)                 |
| Huân chương Liên Hiệp Quốc Phục vụ Triều Tiên                   | Huân chương Chiến dịch Bội tinh (Việt Nam Cộng Hòa)      | Huân chương Phục vụ Chiến tranh Triều Tiên (Hàn Quốc) (truy tặng) |